# Im Bus ganz hinten
Im Bus ganz hinten ist das siebte Soloalbum des Berliner Rappers Fler. Es erschien am 16. September 2011 über Flers Label Maskulin als Standard-, Premium-, Limited-Deluxe- (inklusive Instrumentalversion) und Amazon-Edition (inklusive T-Shirt und Cap). Das Album wurde mit Hilfe von Groove Attack vertrieben.

## Titel
Der Titel des Albums basiert auf der von Fler gerappten Textzeile „Ich hab gehört ihr wollt mich finden? Komm hoch, ich sitz’ im Bus ganz hinten!“. Diese Zeile stammt aus Hörst du mich?, dem ersten Song aus Flers Karriere, der 2001 auf dem I Luv Money Sampler erschien.

## Inhalt
Auf dem Album befinden sich neben den für Fler typischen Battle-Tracks auch tiefgründige und persönliche Lieder auf dem Album. So stellen beispielsweise die Songs Du bist out und Immer noch kein Fan davon typische Battle-Tracks dar. Zu dem Inhalt des Albums äußerte sich Fler in einem Interview mit dem Redakteur Nicolas Kesper für hitparade.ch: „die meisten Songs für "Im Bus ganz hinten" hatte ich eh schon länger bei mir herumliegen. Das waren alles Thementracks, die nicht wirklich auf das Album zuvor, also auf "Airmax Muzik 2", gepasst haben“. Fler verarbeitet seine Vergangenheit in Zeichen und im Titelsong Im Bus ganz hinten. Das Album beinhaltet zudem den Party-Song Spiegelbild sowie den von Geschlechtsverkehr handelnden Song Wir machen einen drauf. Zu Letzterem äußerte Fler sich ebenfalls im Interview mit hitparade.ch: „Wichtig ist einfach, dass ein Sex-Song nicht eklig und abgedroschen klingt. "Wir machen einen drauf" ist kein Billig-Porno. Der hat Style und einen guten Beat, darum habe ich ihn aufs Album gepackt. Er ist tanzbar, man könnte ihn sogar im Club spielen“. Das Lied Immer noch kein Fan davon stellt eine Fortsetzung des Songs Kein Fan davon dar. Außerdem ist mit Nach eigenen Regeln 2 der zweite Teil des 2005 erschienenen Titels Nach eigenen Regeln auf dem Album zu finden. Der Refrain des Songs Teer in meiner Lunge basiert auf einem Sample des Tracks Deine Zeit kommt von Kay One und Fler aus dem Jahr 2010.

## Produktion
Für die Produktionen der Beats des Albums sind die beiden Produzenten-Duos Beatzarre und Djorkaeff sowie Gee Futuristic und X-plosive verantwortlich.

## Covergestaltung
Das Albumcover der Standard-Edition zeigt Fler, passend zum Titel, auf der Rückbank eines Busses sitzend. Er trägt eine schwarze Jacke, Jeans und weiße Turnschuhe. Mitten im Bild stehen die Schriftzüge Fler in Rot sowie Maskulin präsentiert und Im Bus ganz hinten in Weiß. Die Cover der Premium- und Limited-Deluxe-Edition zeigen lediglich die Schriftzüge Fler in rot und Im Bus ganz hinten in weiß, auf grauem Hintergrund. Beim Cover der Amazon-Edition stehen die Schriftzüge Fler in rot (Boy-T-Shirt) bzw. rosa (Girl-T-Shirt) und Im Bus ganz hinten in weiß auf schwarzem Hintergrund.

## Gastbeiträge
Je nach Version des Albums sind auf bis zu acht Songs neben Fler andere Künstler zu hören. So ist der aus dem Umfeld von Kool Savas bekannte Sänger Moe Mitchell auf den Liedern Mein Lifestyle und Zeichen vertreten, während die Sänger von Puls beim Track Die Straße geht ewig mitwirken. Auf Nach eigenen Regeln 2 wird Fler von seinem ehemaligen Aggro-Berlin-Kollegen G-Hot unterstützt. Dieser ist außerdem an Vollmond und gemeinsam mit MoTrip an Geldregen beteiligt, während er bei Um uns rum neben Nicone in Erscheinung tritt. Außerdem ist das Lied Immer noch kein Fan davon, das eine Fortsetzung zum Song Kein Fan davon vom Album Airmax Muzik II darstellt, eine Zusammenarbeit mit Flers Kollabopartner und Labelkollegen Silla und MoTrip.

## Titelliste
| #  | Titel                     | Gastmusiker      | Produzent                    | Länge |
| -- | ------------------------- | ---------------- | ---------------------------- | ----- |
| 1  | Du bist out               |                  | Beatzarre und Djorkaeff      | 3:05  |
| 2  | Mein Lifestyle            | Moe Mitchell     | Beatzarre und Djorkaeff      | 3:30  |
| 3  | Dirty White Boy           |                  | Beatzarre und Djorkaeff      | 2:55  |
| 4  | Spiegelbild               |                  | Beatzarre und Djorkaeff      | 3:39  |
| 5  | BTM Skit                  |                  |                              | 0:30  |
| 6  | Kein Kommentar            |                  | Beatzarre und Djorkaeff      | 3:24  |
| 7  | Immer noch kein Fan davon | Silla und MoTrip | X-plosive                    | 3:42  |
| 8  | Zeichen                   | Moe Mitchell     | Beatzarre und Djorkaeff      | 3:11  |
| 9  | Um uns rum                | G-Hot und Nicone | Beatzarre und Djorkaeff      | 4:07  |
| 10 | Chinatown Skit            |                  |                              | 0:28  |
| 11 | Teer in meiner Lunge      |                  | X-plosive                    | 3:19  |
| 12 | Wir machen einen drauf    |                  | Beatzarre und Djorkaeff      | 3:05  |
| 13 | Wenn ich kein Rapper wär  |                  | X-plosive                    | 3:26  |
| 14 | Freunde werden Feinde     |                  | Beatzarre und Djorkaeff      | 3:05  |
| 15 | Im Bus ganz hinten        |                  | Beatzarre und Djorkaeff      | 3:51  |
| 16 | Vollmond                  | G-Hot            | Gee Futuristic und X-plosive | 3:44  |

Bonussongs der Premium-Edition:
| #  | Titel                   | Gastmusiker      | Produzent | Länge |
| -- | ----------------------- | ---------------- | --------- | ----- |
| 17 | Geldregen               | G-Hot und MoTrip | X-plosive | 3:19  |
| 18 | Blut auf dem Dancefloor |                  | X-plosive | 3:11  |

Bonussongs der Deluxe-Edition:
| #  | Titel                 | Gastmusiker | Produzent               | Länge |
| -- | --------------------- | ----------- | ----------------------- | ----- |
| 19 | Nach eigenen Regeln 2 | G-Hot       | Beatzarre und Djorkaeff | 3:33  |
| 20 | Die Straße geht ewig  | Puls        | Beatzarre und Djorkaeff | 3:31  |

+ Instrumental-CD der 18 Lieder und Musikvideo zu Zeichen

## Inhalte der Lieder
Du bist out
Der erste Song des Albums beginnt mit einem Skit, indem der Hörer die Stimme Flers vernehmen kann, wie dieser sich eine Busfahrkarte erwirbt. Dann beginnt der Battle-Track Du bist out.
Mein Lifestyle
In dem Lied Mein Lifestyle rappt Fler über seinen derzeitigen Lebensstil. Der Sänger Moe Mitchell singt den Refrain des Songs. Im Lied wird von beiden erwähnt, dass es sich bei ihrer Musik nicht um „Image-Rap“ handelt.
Dirty White Boy
Dirty White Boy behandelt teilweise das Thema Glücksspiele. Im Refrain betont Fler, dass viele Leute hinter seinem Rücken reden. Der Song wurde in New York City als Musikvideo verfilmt und am 8. September 2011 auf YouTube veröffentlicht.
Spiegelbild
Mit Spiegelbild befindet sich ein Club-Track auf dem Album. Das Lied wurde als erste Single aus Im Bus ganz hinten ausgekoppelt und erreichte Rang 38 der deutschen Singlecharts. Im Text rappt Fler über seine Vergangenheit als Graffiti-Künstler, wertet sich selber stark auf und stilisiert sich als reich. Außerdem erwähnt er die von ihm selbst veröffentlichten Lieder Echte Gangster tanzen nicht und Jump Jump.
Kein Kommentar
Das Lied Kein Kommentar behandelt das Verhalten bei einer Verhaftung. Der Hörer wird von Fler aufgefordert, im Falle einer Inhaftierung keinen eigenen Wegbegleiter zu verraten und stattdessen gar nichts zu sagen.
Immer noch kein Fan davon
Immer noch kein Fan davon stellt ein Lied dar, indem sich die Interpreten Fler, Silla und MoTrip nicht als Anhänger der momentanen deutschen Hip-Hop-Szene bezeichnen, was an Zeilen wie „deutscher Rap, ich mag dich nicht“ deutlich wird. Der Song stellt eine Fortsetzung des zuvor veröffentlichten Songs Kein Fan davon dar.
Zeichen
Zeichen ist der einzige tiefgründige Song auf dem Album. Fler rappt über seinen bisherigen Werdegang. Dabei erwähnt er das Verhältnis zu seiner Mutter und seinen Heim-Aufenthalt. Zeichen erschien als zweite Single des Albums.
Um uns rum
Im Lied Um uns rum haben die Rapper Nicone und G-Hot Gastbeiträge. Der Text handelt größtenteils von dem Leben in der Stadt Berlin. Fler rappt von einer Verschwörung gegenüber der Stadt Berlin („Berlin ist verdammt. Guck der Kiez, alle Kinder sind traurig“). Die Strophe des Rappers Nicone beinhaltet ein Sample aus seinem zuvor veröffentlichten Song Die Streets.
Teer in meiner Lunge
Der Refrain von Teer in meiner Lunge basiert auf einem Sample aus dem Song Deine Zeit kommt von Fler und Kay One. Teer in meiner Lunge lässt sich dem Battle-Rap zuordnen. Am Ende des Liedes erwähnt Fler die Rapper G-Hot, MoTrip, Silla und den Produzenten X-plosive.
Wir machen einen drauf
In Wir machen einen drauf geht es um Geschlechtsverkehr mit einer weiblichen, vermutlich verheirateten, Person, was an den Textzeilen „Scheiß mal auf deinen Ehering. Heute bist du meine Frau“ und „Ich fick' dich von oben, unten, hinten und vorne“ deutlich wird.
Wenn ich kein Rapper wär
Im Lied Wenn ich kein Rapper wär setzt sich Fler damit auseinander, wo er jetzt wäre, wenn er kein Rapstar geworden wäre. Laut eigener Aussage hätte er dann Drogenhandel zu seiner Berufung gemacht.
Freunde werden Feinde
Freunde werden Feinde erschien nach der Albumveröffentlichung als Musikvideo, das viele Ausschnitte aus der Im Bus ganz hinten-Tour zeigte. Inhaltlich geht es nur im Refrain darum, dass aus Freunden auch Feinde werden können.
Im Bus ganz hinten
Der Titelsong des Albums behandelt Flers Werdegang in seiner Heimat Berlin, die Stellung als Deutscher in Unterzahl zu sein, und seine Heim- und Psychiatrie-Aufenthalte. Im Song wird das Leben von Fler als „Busfahrt“ bezeichnet.
Vollmond
Der Song Vollmond handelt von Statussymbolen und teuren Luxusgütern. Der Rapper G-Hot hat einen Gastbeitrag im Song. Der Rapper MoTrip hat den Text mitgeschrieben.

## Vermarktung
Im Vorfeld der Veröffentlichung von Im Bus ganz hinten feierten Musikvideos zu drei Stücken des Albums Premiere. So erschien ein Video zur ersten Single Spiegelbild am 25. Juli 2011. Es folgten Videos zu Zeichen (2. September 2011), Dirty White Boy (11. September 2011), Geldregen (13. Oktober 2011) und Freunde werden Feinde am 4. Dezember 2011. Einen Tag vor Erscheinen des Albums veröffentlichte Fler ein knapp 15-minütiges Snippet aller 20 Songs der Limited-Deluxe-Edition sowie den 30-minütigen Film von der DVD des Vorgänger-Albums Airmax Muzik II auf seinem YouTube-Channel. Er gab ein Interview bei dem Hip-Hop-Magazin Mixery Raw Deluxe.

## Tour
Fler ging nach Albumveröffentlichung auf die Im Bus ganz hinten-Tour, bei der er mit DJ Gan-G, G-Hot und Nicone in einem Tour-Bus quer durch Deutschland zog. Auf dieser Tour wurde auch ein Video zum Song Freunde werden Feinde gedreht, bei dem viele Auftritte gezeigt wurden. Der Tourstart fand am 29. Oktober 2011 in Berlin statt, wo auch die Rapper Silla, Manny Marc und Sady K auf der Bühne standen. Danach trat Fler in den Städten Leer, Kiel, Bochum, Hamburg, Osnabrück, Braunschweig, Nürnberg, Frankfurt am Main, München, Stuttgart, Villingen-Schwenningen, Sandhausen, Freiburg im Breisgau und Erfurt auf.

## Rezeption

### Chartplatzierungen
Im Bus ganz hinten stieg in der 40. Kalenderwoche des Jahres 2011 auf Platz 3 in die deutschen Albumcharts ein, was die bis dahin höchste Platzierung eines Soloalbums von Fler darstellte. Nach fünf Wochen verließ der Tonträger die Charts.
Am 2. September 2011 wurde der Song Spiegelbild, inklusive zwei Remixen, Instrumental sowie Video und dem Lied Nach eigenen Regeln 2, veröffentlicht. Die Single stieg für eine Woche auf Platz 38 in die deutschen Charts ein. Die zweite Single Zeichen erschien lediglich zum Download am Erscheinungstag des Albums, inklusive Remix, Instrumental sowie Video und dem Song Dirty White Boy.
Album

| Jahr | Titel              | Höchstplatzierung, Gesamtwochen, AuszeichnungChartplatzierungen (Jahr, Titel, Platzierungen, Wochen, Auszeichnungen, Anmerkungen) | Höchstplatzierung, Gesamtwochen, AuszeichnungChartplatzierungen (Jahr, Titel, Platzierungen, Wochen, Auszeichnungen, Anmerkungen) | Höchstplatzierung, Gesamtwochen, AuszeichnungChartplatzierungen (Jahr, Titel, Platzierungen, Wochen, Auszeichnungen, Anmerkungen) | Anmerkungen                              |
| Jahr | Titel              | DE | AT | CH | Anmerkungen                              |
| ---- | ------------------ | --- | --- | --- | ---------------------------------------- |
| 2011 | Im Bus ganz hinten | DE3 (5 Wo.)DE | AT9 (4 Wo.)AT | CH6 (5 Wo.)CH | Erstveröffentlichung: 16. September 2011 |

Singles

| Jahr | Titel Album | Höchstplatzierung, Gesamtwochen, AuszeichnungChartplatzierungen (Jahr, Titel, Album, Platzierungen, Wochen, Auszeichnungen, Anmerkungen) | Höchstplatzierung, Gesamtwochen, AuszeichnungChartplatzierungen (Jahr, Titel, Album, Platzierungen, Wochen, Auszeichnungen, Anmerkungen) | Höchstplatzierung, Gesamtwochen, AuszeichnungChartplatzierungen (Jahr, Titel, Album, Platzierungen, Wochen, Auszeichnungen, Anmerkungen) | Anmerkungen                              |
| Jahr | Titel Album | DE | AT | CH | Anmerkungen                              |
| ---- | ----------- | --- | --- | --- | ---------------------------------------- |
| 2011 | Spiegelbild | DE38 (1 Wo.)DE | AT73 (1 Wo.)AT | — | Erstveröffentlichung: 2. September 2011  |
| 2011 | Zeichen     | — | — | — | Erstveröffentlichung: 16. September 2011 |

### Kritik
| Professionelle Bewertungen | Professionelle Bewertungen |
| -------------------------- | -------------------------- |
| Kritiken                   |                            |
| Quelle                     | Bewertung                  |
| laut.de                    | [ 7 ]                      |
| rap.de                     | [ 8 ]                      |
| rappers.in                 | [ 9 ]                      |

Die Kritiken zu Im Bus ganz hinten fielen durchschnittlich aus.
Bei Laut.de erhielt das Album 2 von möglichen 5 Sternen:

„"Die street, die street, wie krieg' ich meinen Arsch hier raus?" Eine Frage, die ich mir spätestens bei "Um Uns Rum" auch stelle. Dabei hat "Im Bus Ganz Hinten" durchhaus einiges zu bieten, das über die inhaltliche Eindimensionalität und die einfallslose Umsetzung der übersichtlichen Themenvielfalt teilweise hinweg tröstet.
Fler ist - Gottlob! riefe man aus, wäre man nur eine Spur katholischer - wieder von dem Irrweg abgekommen, sich als Sänger zu versuchen. Seine schlimmstenfalls noch AutoTune-verzerrten Ausrutscher, die "Flersguterjunge" vollends unerträglich machten, sparte er sich diesmal komplett. Die Heulsusen-Parts überlässt Fler dem derzeit schier allgegenwärtigen Moe Mitchell, immer eine sichere Bank für Hookline-Schmalz.“

Bei Rap.de erhielt das Album 7 von möglichen 10 Punkten:

„Nein, "Im Bus ganz hinten" ist kein Album, das große Hoffnungen oder gar Optimismus verbreitet. Zwischen Jugendheim und Psychiatrie, falschen Freunden und echten Verrätern ist kaum Platz für Gefühle wie Geborgenheit oder echte Zuneigung. Frauen spielen in dieser Welt keine große Rolle, es sei denn als Objekt der Lustbefriedigung, als geile, aber letztlich unwichtige und austauschbare Schlampen ("Money over bitches"). Dementsprechend hart fällt auch das einzige Stück aus, das sich mit, naja, Zwischenmenschlichem beschäftigt. "Wir machen einen drauf" schildert ohne Umschweife, wie der Protagonist es mit einer solchen Schlampe treibt, hart, direkt, von vorne, hinten und der Seite, aber eigentlich ohne große Begeisterung. Sex dient hier vor allem der Selbstbestätigung, dem Ausüben von Macht und Kontrolle sowie der kurzfristigen Ablenkung von Stress und Sorgen.
Auch der Genuss einer Shisha ("Teer in meiner Lunge") oder ein Abend im Club ("Spiegelbild") bieten nur vorübergehende Zerstreuung.“

## Buch
Einen Tag vor Album-Veröffentlichung erschien Flers halbautobiografisches Buch Im Bus ganz hinten: Eine deutsche Geschichte, welches von Julia Kautz und Sascha Wernicke geschrieben wurde, über den riva-Verlag, bei dem er u. a. einen Rückblick auf sein Leben "zwischen Einsamkeit, Psychiatrie und dem ganz großen Ruhm" gibt.
Zu dem Buch äußerte sich Fler bei hitparade.ch: „Es gibt halt viele Hintergrundinformationen zu meinem Weg, den ja viele Rapper gegangen sind: Schwierige Kindheit, der Wunsch, Rapper zu werden, und der steinige Weg zum Erfolg. Ich konnte im Buch auch endlich vieles richtig stellen, was die Medien einmal in die Welt gesetzt haben. Nach der Lektüre versteht man den Künstler Fler und den Menschen dahinter besser. Es kann auch interessant für die Eltern von Hip-Hop-Fans sein, damit sie das Business besser verstehen und nachvollziehen können, warum sich ihr Kind dafür interessiert“.